# عاصم اردبیلی
صالح عاصم کفّاش (۱۳۹۳ − ۱۳۲۰)، متخلص به «عاصم»، شاعر معاصر ایرانی و اصالتاً اهل شهر اردبیل بود.
اشعار او به صورت غالب به زبان ترکی آذربایجانی نوشته شده و معروف‌ترین اشعارش هم مربوط به قصه عاشقی دختری اهل کوهپایه‌های الموت به نام «سوری» است که زندگی خود را برای رسیدن به معشوقش رها کرده و به اردبیل آمده بود و دلیل جذابیت این شعر هم واقعی بودن داستان آن می‌باشد.
به او همچنین لقب «ائل شاعری» را نیز داده بودند که به علت متواضع بودن او و زیستن در میان مردمش و شعرسرایی در باب مشکلات آنان بود.

## زندگی
عاصم اردبیلی سیزدهم دی ماه سال ۱۳۲۰ شمسی در محله قدیمی جمعه مسجد اردبیل در منزل پدربزرگش، استاد غلام عسگر عاصم کفاش که در باب مسائل عاشورا شعر می‌سرود، به دنیا آمد. پدر عاصم، اسمعلی عاصم کفاش در کنار استاد غلام عسگر در راسته کفاشان بازار اردبیل به کفاشی اشتغال داشت و او نیز دارای ذوق ادبی بود.
عاصم از سن ۴ تا ۷ سالگی برای کمک به پدر و پدربزرگش به مغازه کفاشی می‌رفت، غلام عسگر در مغازه کفاشی ضمن کار کردن اشعار خود را زمزمه می‌کرد و این امر باعث شد تا عاصم نیز به ادبیات علاقه‌مند گردد.
عاصم تحصیلات ابتدایی را در دبستان سنایی واقع در کوچه حسن‌آباد و تحصیلات متوسطه را در دبیرستان‌های پهلوی و صفوی به پایان رسانید. او به مدت هجده ماه خدمت نظام وظیفه خود را در سال ۱۳۴۲ به پایان رسانید و وارد تربیت معلم تبریز شد و پس از گذراندن دوره آموزشی یکساله به اردبیل بازگشت تا به عنوان معلم استخدام شود؛ حدود یک سال در روستای کورعباسلو به معلمی پرداخت و سپس در دبیرستانهای اردبیل به تدریس زبان انگلیسی پرداخت.
در سال ۱۳۴۳ عاصم ازدواج کرد و حاصل این ازدواج سه فرزند به اسامی داور و داریوش و رامین شد.
وی در سال ۱۳۵۳ به دانشسرای عالی تهران راه یافت و درخرداد ماه سال ۱۳۵۷ توانست در رشتهٔ زبان و ادبیات انگلیسی مدرک لیسانس را اخذ کند و دوباره به اردبیل بازگشت و در دبیرستان‌های اردبیل مشغول به تدریس زبان انگلیسی شد.
عاصم به‌طور جدی شعر و شاعری را از سال ۱۳۵۷ به بعد پیشه کرد و با پیشنهاد استاد انور در انجمن ادبی آل محمد شرکت نموده و به فعالیت ادبی خود ادامه داد و در یکی از قهوه خانه های اردبیل به شعرخوانی می پرداخت.
عاصم در سال ۱۳۷۳ اولین مجموعه شعری خود را با عنوان قانلی سحر و با مقدمهٔ ائلچی منتشر نمود که اقبال یافت. در این کتاب در میان اشعار اصیل و فاخر ترکی آذربایجانی، عاصم شعر «جهنمده بیتن گول» یکی از اشعار ماندگار اومی باشد که مضمون آن شرح ماجرای دختری دلباخته و سرگشته به نام سوری می‌باشد.
اواخر عمر عاصم در منزل به بیماری سپری شد؛ او سرانجام در ۱۴ اردیبهشت ۱۳۹۳ درگذشت. مراسم تشییعش از جلوی دانشگاه آزاد اردبیل به طرف بهشت زهرای شهر انجام شد و در ۱۵ اردیبهشت ۱۳۹۳ در قطعه مفاخر به خاک سپرده شد.
دو فیلم مستند ائل شاعری و عاصم دربارهٔ او ساخته شده است.

## آثار
عاصم در دورهٔ زندگی خود چند دفتر شعر منتشر کرد. برجسته‌ترین‌ها:
- قانلی سحر (۱۳۷۳)[۹]
- سوزلو گوزلر (1388)[۱۰]
- کوزلو سوزلر (1389)[۱۱]
- ال مندن اتک سندن (1392)[۱۲]
- قانلی قیام (1393)[۱۳]
- از زخم‌های ایل (1393)[۱۴]
- یارالی دورنا (۱۳۷۷)[۱۵]
- نیسگیللی گولوشلر (۱۳۸۲)[۱۶]

پس از مرگش چند گزیده و مجموعهٔ آثارش منتشر شد، از همه مهم‌تر:
- یانان یاناقلار، به کوششِ حسین محمدزاده صدیق (۱۳۹۶)[۱۷]
- دیوان اشعار عاصم اردبیلی، به کوششِ آرمین عاصم کفّاش (۱۴۰۰)

در دیوان اشعار عاصم اردبیلی شعرهایی به زبان فارسی نیز هست.

### «گُلِ رُسته در جهنّم»
سوری پس از رسیدن به اردبیل معشوق خود را در کنار همسر جدیدش می‌بیند اما همچنان به پای عشق خود می‌ایستد و اینچنین این داستان مایهٔ شعر عاصم اردبیلی می‌گردد.
گزیده‌ای از شعر
| جهنمده بیتن گول                                | گلی که در جهنم روییده است                          |
| فلکین قانلی الیندن بیر آتیلمیش یئره اندی،      | بخت برگشته ای، از دست خونین فلک به زمین آمد        |
| بیر فلاکت آنانین جان شیره سیندن سودون آمدی،    | فلاکت زده‌ای، از شیره جان مادرش شیر نوشید           |
| بوللو نیسگیل شله سین چینینه آلدی.              | کوله بار سنگین درد و غم را به دوش گرفت             |
| تای توشوندان دالی قالدی،                       | از همسن و سالان خود عقب افتاد                      |
| ساری گول مثلی سارالدی.                         | مانند گل پژمرده، صورتش زرد شد                      |
| گونو تک باغری قارالدی.                         | روحش مانند روزگارش سیاه شد                         |
| خان چوبانسیز سئله تاپشیرسین اوزون،             | برای اینکه در دوری خان چوپان، خود را به سیل بسپارد |
| یوردوموزا بیر سارا گلدی.                       | سارای جدیدی به میهنمان آمده است                    |
| بیر وفاسیز یار الیندن یارا گلمز سانا گلدی.     | از دست بی وفایی یار، به ستوه آمد                   |
| بیر یازیق قیز، جان الیندن جانا گلمز جانا گلدی. | یک دختر بینوا، از دست جانان اش به جان آمد          |

## پیوندها
- https://ishiq.net/xəbər/8349/تانینمیش-شاعر-عاصم-اردبیلی-دونیاسینی.html
- https://www.isna.ir/news/ardabil-13546/
- https://www.isna.ir/news/93021509880/
- https://www.isna.ir/news/93072313313/
- mehrnews.com/xqrGk
- www.irna.ir/news/83774985/
- https://www.borna.news/fa/tiny/news-185149
- http://sabalanema.ir/gozaresh/27891
- https://tn.ai/312597
- chtn.ir/news/1394021611
- https://www.irinn.ir/fa/news/50979/پیکر-استاد-عاصم-اردبیلی-تشییع-شد-فیلم بایگانی‌شده  در ۱۸ اکتبر ۲۰۲۱ توسط Wayback Machine
- http://bonyadshahriyar.ir/Default.aspx?PageName=News&ID=123&language=1&title=عاصم-اردبیلی
- https://ardebil.farhang.gov.ir/fa/news/163635/برگزاری-آیین-یاد-بود-اولین-سالگرد-درگذشت- -استاد-عاصم-اردبیلی بایگانی‌شده  در ۱۸ اکتبر ۲۰۲۱ توسط Wayback Machine
- https://www.farsnews.ir/photo/13921222000997/آئین-نکوداشت-استاد-عاصم-اردبیلی
- https://iranwire.com/fa/news/ardabil/46063
- http://ardabil.irib.ir/-/اخرین-اثر-استاد-عاصم-اردبیلی-روانه-بازار-می‌شود